# Tibirita
Tibirita – miasto w Kolumbii, w departamencie Cundinamarca.